# Ece, Gediz
Ece là một xã thuộc huyện Gediz, tỉnh Kütahya, Thổ Nhĩ Kỳ. Dân số thời điểm năm 2008 là 182 người.